# Beira Litoral

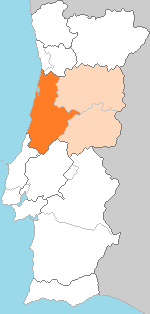
A Beira Litoral (laranja escuro) ao lado da Beira Alta e da Beira Baixa na antiga província da Beira (laranja claro).

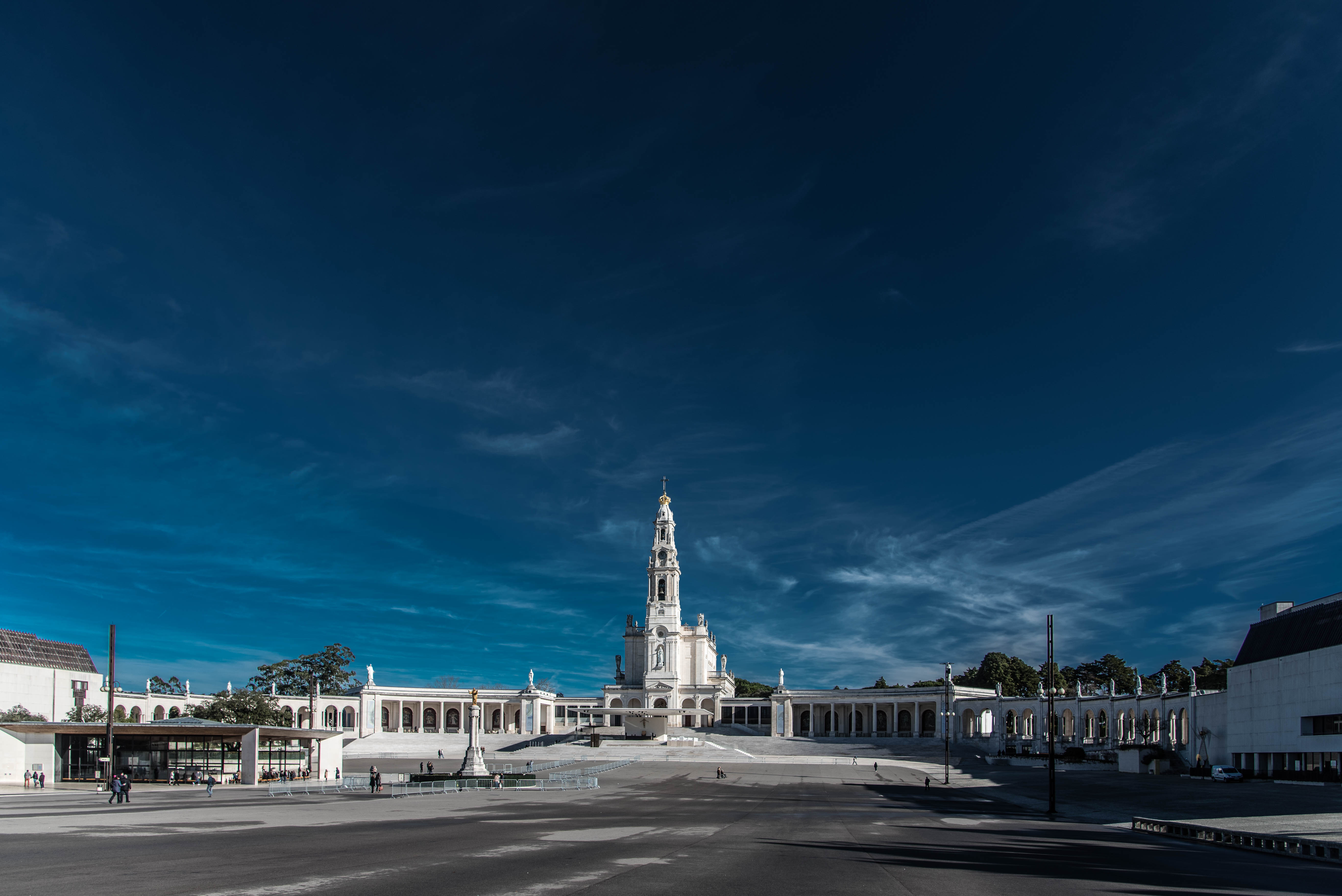
Santuário de Fátima, na Beira Litoral: o maior centro religioso de Portugal.

A Beira Litoral é uma província histórica (ou região natural) situada na região do Centro de Portugal, formalmente instituída por uma reforma administrativa havida em 1936. O seu território corresponde na sua maior parte ao da antiga Província do Douro desaparecida no século XIX. Fez, mais tarde, parte da Província da Beira.
As províncias de 1936, no entanto, praticamente nunca tiveram qualquer atribuição prática, e desapareceram do vocabulário administrativo (mas não do vocabulário quotidiano dos portugueses) com a entrada em vigor da Constituição Portuguesa de 1976 sendo uma actual província histórica de Portugal.
Foi também uma das regiões administrativas da proposta de regionalização rejeitada em referendo em 1998.
Faz fronteira a Norte com o Douro Litoral, a Este com a Beira Alta e a Beira Baixa, a Sudeste com o Ribatejo, a Sudoeste com a Estremadura e a Oeste com o Oceano Atlântico.
É, então, constituída por 38 concelhos, integrando a maior parte dos distritos de Aveiro e Coimbra, metade do distrito de Leiria, e ainda um concelho do distrito de Santarém. Tinha a sua sede na cidade de Coimbra.
- Distrito de Aveiro: Águeda, Albergaria-a-Velha, Anadia, Aveiro, Estarreja, Ílhavo, Mealhada, Murtosa, Oliveira de Azeméis, Oliveira do Bairro, Ovar, São João da Madeira, Sever do Vouga, Vagos, Vale de Cambra.

- Distrito de Coimbra: Arganil, Cantanhede, Coimbra, Condeixa-a-Nova, Figueira da Foz, Góis, Lousã, Mira, Miranda do Corvo, Montemor-o-Velho, Penacova, Penela, Soure, Vila Nova de Poiares.

- Distrito de Leiria: Alvaiázere, Ansião, Batalha, Castanheira de Pera, Figueiró dos Vinhos, Leiria, Pedrógão Grande, Pombal.

- Distrito de Santarém: Ourém.

Actualmente, esta província faz parte, na sua quase totalidade, da região do Centro, abarcando porém três municípios situados na região do Norte, sub-região da CIM Região de Aveiro (que reintegra parte das extintas regiões de Entre Douro e Vouga e Baixo Vouga) — Oliveira de Azeméis, São João da Madeira e Vale de Cambra. Quanto aos municípios da região Centro, repartem-se pela totalidade da já dita sub-região da da CIM Região de Aveiro e da CIM Região de Coimbra (exceptuados os municípios de Oliveira do Hospital e Tábua, que pertenciam à Beira Alta, e da Pampilhosa da Serra, integrado na Beira Baixa), parte da CIM Região de Leiria (exceto os concelhos da Marinha Grande e Porto de Mós) e, por fim, um concelho do Médio Tejo Ourém.